# Karim Guerfi
Karim Guerfi, né le 8 mars 1987 à Manosque, est un boxeur français.

## Biographie
Le 4 juin 2016, Karim Guerfi redevient champion d'Europe des poids coqs en battant par KO le Britannique Ryan Farrag, champion en titre, dans le troisième round. En mars 2021, Karim Guerfi perd sa ceinture de champion d'Europe des poids coqs en étant envoyé quatre fois au tapis dans la première reprise par l'Ecossais Lee McGregor. En août, monté dans la catégorie des poids plumes, le boxeur de Manosque devient champion d'Europe des poids plumes en dominant aux points l'Espagnol Andoni Gago à Marbella en Espagne (115-113, 116-112, 113-115). Deux semaines plus tard, il est victime d'un malaise lors d'un match de premier tour de Coupe de France de football qu'il dispute avec le club de Riez. Le boxeur perd son titre de champion d'Europe des plumes à Londres en février 2022 sur une défaite par KO au neuvième round contre l'Anglais Jodan Gill.